# Lijst van hommels
Onderstaand een lijst van alle bekende soorten hommels. De soorten zijn gesorteerd op ondergeslacht; er zijn vijftien ondergeslachten in totaal. De lijst is afgeleid van de indeling van Paul H. Williams, een bekende onderzoeker van de vliesvleugeligen.

## OndergeslachtAlpigenobombus
- Bombus angustus
- Bombus breviceps
- Bombus genalis
- Bombus grahami
- Bombus kashmirensis
- Bombus nobilis
- Bombus wurflenii

## OndergeslachtBombias
- Bombus auricomus
- Bombus confusus
- Bombus nevadensis

## OndergeslachtBombussensu stricto
- Bombus affinis
- Bombus cryptarum
- Bombus franklini
- Bombus hypocrita
- Bombus ignitus
- Bombus jacobsoni
- Bombus lantschouensis
- Bombus longipennis
- Bombus lucorum
- Bombus magnus
- Bombus minshanicus
- Bombus occidentalis
- Bombus patagiatus
- Bombus sporadicus
- Bombus terrestris
- Bombus terricola
- Bombus tunicatus

## OndergeslachtCullumanobombus
- Bombus baeri
- Bombus brachycephalus
- Bombus coccineus
- Bombus crotchii
- Bombus cullumanus
- Bombus ecuadorius
- Bombus fraternus
- Bombus funebris
- Bombus griseocollis
- Bombus handlirschi
- Bombus haueri
- Bombus hortulanus
- Bombus macgregori
- Bombus melaleucus
- Bombus morrisoni
- Bombus robustus
- Bombus rohweri
- Bombus rubicundus
- Bombus rufocinctus
- Bombus semenoviellus
- Bombus tucumanus
- Bombus unicus
- Bombus vogti

## OndergeslachtIpinobombus
- Bombus alpinus
- Bombus balteatus
- Bombus hyperboreus
- Bombus neoboreus
- Bombus polaris

## OndergeslachtKallobombus
- Bombus soroeensis

## OndergeslachtFervidobombus
- Bombus atratus
- Bombus bellicosus
- Bombus brasiliensis
- Bombus brevivillus
- Bombus dahlbomii
- Bombus digressus
- Bombus diligens
- Bombus excellens
- Bombus fervidus
- Bombus medius
- Bombus mexicanus
- Bombus morio
- Bombus opifex
- Bombus pensylvanicus
- Bombus pullatus
- Bombus rubriventris (probably extinct)
- Bombus steindachneri
- Bombus transversalis
- Bombus trinominatus
- Bombus weisi

## OndergeslachtMegabombus
- Bombus argillaceus
- Bombus bicoloratus
- Bombus consobrinus
- Bombus czerskii
- Bombus diversus
- Bombus gerstaeckeri
- Bombus hortorum
- Bombus irisanensis
- Bombus koreanus
- Bombus lapidarius
- Bombus longipes
- Bombus melanopoda
- Bombus portchinsky
- Bombus religiosus
- Bombus ruderatus
- Bombus saltuarius
- Bombus securus
- Bombus senex
- Bombus supremus
- Bombus sushkini
- Bombus tichenkoi
- Bombus trifasciatus
- Bombus ussurensis

## OndergeslachtMelanobombus
- Bombus eximius
- Bombus festivus
- Bombus formosellus
- Bombus friseanus
- Bombus incertus
- Bombus keriensis
- Bombus ladakhensis
- Bombus lapidarius
- Bombus miniatus
- Bombus pyrosoma
- Bombus richardsiellus
- Bombus rufipes
- Bombus rufofasciatus
- Bombus semenovianus
- Bombus sichelii
- Bombus simillimus
- Bombus tanguticus

## OndergeslachtMendacibombus
- Bombus avinoviellus
- Bombus convexus
- Bombus handlirschianus
- Bombus himalayanus
- Bombus makarjini
- Bombus margreiteri
- Bombus marussinus
- Bombus mendax
- Bombus superbus
- Bombus turkestanicus
- Bombus waltoni

## OndergeslachtOrientalibombus
- Bombus braccatus
- Bombus funerarius
- Bombus haemorrhoidalis

## OndergeslachtPsithyrus
- Bombus ashtoni
- Bombus barbutellus
- Bombus bellardii
- Bombus bohemicus
- Bombus branickii
- Bombus campestris
- Bombus chinensis
- Bombus citrinus
- Bombus coreanus
- Bombus cornutus
- Bombus expolitus
- Bombus ferganicus
- Bombus fernaldae
- Bombus flavidus
- Bombus insularis
- Bombus maxillosus
- Bombus monozonus
- Bombus morawitzianus
- Bombus norvegicus
- Bombus novus
- Bombus perezi
- Bombus quadricolor
- Bombus rupestris
- Bombus skorikovi
- Bombus suckleyi
- Bombus sylvestris
- Bombus tibetanus
- Bombus turneri
- Bombus variabilis
- Bombus vestalis

## OndergeslachtPyrobombus
- Bombus abnormis
- Bombus ardens
- Bombus avanus
- Bombus beaticola
- Bombus bifarius
- Bombus bimaculatus
- Bombus biroi
- Bombus brodmannicus
- Bombus caliginosus
- Bombus centralis
- Bombus cingulatus
- Bombus cockerelli
- Bombus ephippiatus
- Bombus flavescens
- Bombus flavifrons
- Bombus frigidus
- Bombus haematurus
- Bombus huntii
- Bombus hypnorum
- Bombus impatiens
- Bombus infirmus
- Bombus infrequens
- Bombus jonellus
- Bombus kotzschi
- Bombus lapponicus
- Bombus sylvicola
- Bombus lemniscatus
- Bombus lepidus
- Bombus luteipes
- Bombus melanopygus
- Bombus mirus
- Bombus mixtus
- Bombus modestus
- Bombus monticola
- Bombus oceanicus
- Bombus parthenius
- Bombus perplexus
- Bombus picipes
- Bombus pratorum
- Bombus pressus
- Bombus pyrenaeus
- Bombus rotundiceps
- Bombus sandersoni
- Bombus sitkensis
- Bombus sonani
- Bombus subtypicus
- Bombus ternarius
- Bombus vagans
- Bombus vandykei
- Bombus vosnesenskii
- Bombus wilmattae

## OndergeslachtSibiricobombus
- Bombus asiaticus
- Bombus morawitzi
- Bombus niveatus
- Bombus oberti
- Bombus obtusus
- Bombus sibiricus
- Bombus sulfureus

## OndergeslachtSubterraneobombus
- Bombus amurensis
- Bombus appositus
- Bombus borealis
- Bombus distinguendus
- Bombus fedtschenkoi
- Bombus fragrans
- Bombus melanurus
- Bombus mongolensis
- Bombus personatus
- Bombus subterraneus

## OndergeslachtThoracobombus
- Bombus anachoreta
- Bombus armeniacus
- Bombus atripes
- Bombus deuteronymus
- Bombus exil
- Bombus filchnerae
- Bombus hedini
- Bombus honshuensis
- Bombus humilis
- Bombus imitator
- Bombus impetuosus
- Bombus inexspectatus
- Bombus laesus
- Bombus mesomelas
- Bombus mlokosievitzii
- Bombus mucidus
- Bombus muscorum
- Bombus opulentus
- Bombus pascuorum
- Bombus persicus
- Bombus pomorum
- Bombus pseudobaicalensis
- Bombus remotus
- Bombus ruderarius
- Bombus schrencki
- Bombus sylvarum
- Bombus tricornis
- Bombus velox
- Bombus veteranus
- Bombus zonatus